# Pellenes perexcultus
Pellenes perexcultus är en spindelart som beskrevs av Clark, Benoit 1977. Pellenes perexcultus ingår i släktet Pellenes och familjen hoppspindlar. Inga underarter finns listade i Catalogue of Life.